# Маша больше не лентяйка
«Маша больше не лентяйка» — советский короткометражный мультипликационный фильм, снятый на студии «Союзмультфильм» в 1978 году режиссёром Львом Мильчиным.
По мнению исследователей, мультфильм может быть использован для исправления поведения ребёнка в части борьбы с ленью. Просмотр мультфильма часто рекомендуется педагогами в воспитательных целях, рассматривается как основа занятий на тему «Как плохо быть ленивым?».

## Сюжет
Девочка Маша сильно не хотела помогать своей бабушке, ссылаясь на то, что она «не хозяйка своих рук и ног». Бабушка сама отправилась в булочную, а Машины руки и ноги за это неожиданно и быстро стали вытворять невероятные для неё чудеса: накормили её вдоволь горчицей и хреном, насильно вынесли её на улицу, заставили покрасить соседскую таксу синей краской, грубой силой отобрать у дедушки два яблока, выполнить серию трудных и опасных акробатических трюков и запрыгнуть в отъезжающий автобус… «Пострадавшие» — мальчик с таксой и дедушка с яблоками — перехватывают бабушку у булочной и рассказывают ей, что произошло.
Тем временем сгустились сумерки, автобус привёз Машу в тёмный лес. Озадаченный водитель автобуса безрезультатно пытается остановить девочку, бегущую в глубокую чащу леса, однако ноги насильно быстро уносят её всё дальше и дальше в лес. Наконец, обессиленная девочка падает на поляне и уверенно произносит своё второе желание: «Хочу снова стать хозяйкой своих рук и ног». Падающая в небе звезда исполняет её желание.
На счастливую Машу надвигаются два жёлтых огонька, и она подозревает, что это волки. В ужасе девочка просит у своих рук и ног помощи, чтобы «забраться на самое высокое дерево», и ловко забирается на высокую сосну. Но глаза волка оказываются фонарями, с которым её ищут «потерпевшие» люди во главе с её бабушкой. Обняв бабушку, растроганная Маша заявляет ей, что она «больше не лентяйка».

## Над фильмом работали
- Автор сценария — Софья Прокофьева
- Режиссёр — Лев Мильчин
- Художники-постановщики: Лев Мильчин, Алла Горева
- Композитор — Ян Френкель
- Оператор — Михаил Друян
- Звукооператор — Борис Фильчиков
- Редактор — Раиса Фричинская
- Художники-мультипликаторы: Виктор Арсентьев, Марина Восканьянц, Владимир Крумин, Ольга Орлова, Александр Панов, Татьяна Померанцева
- Монтажёр — Ольга Василенко
- Художник по фонам — Дмитрий Анпилов
- Ассистенты: Лидия Никитина, Нина Саратова
- Директор картины — Любовь Бутырина

## Роли озвучивали
- Зинаида Нарышкина — Маша/бабушка
- Василий Ливанов — Кукушка/шофёр автобуса

В отличие от двух других мультфильмов о Маше, в этом отсутствует текст от автора. По этой причине на главные женские роли была утверждена Нарышкина, а Ливанов, исполнявший роль рассказчика, озвучил эпизодические.